# بناء الأرغن

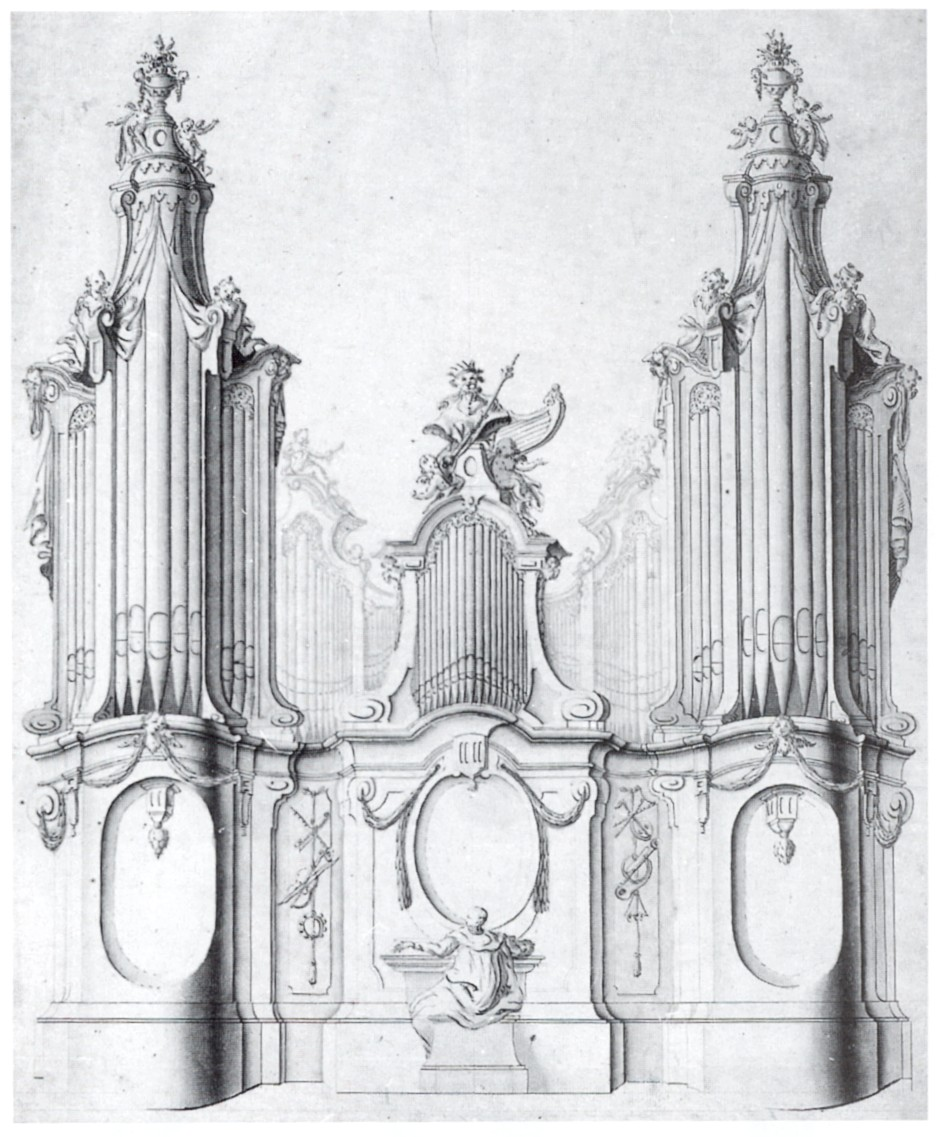
تصميم لأرغن من قبل يوهان جورج دير, القرن 18

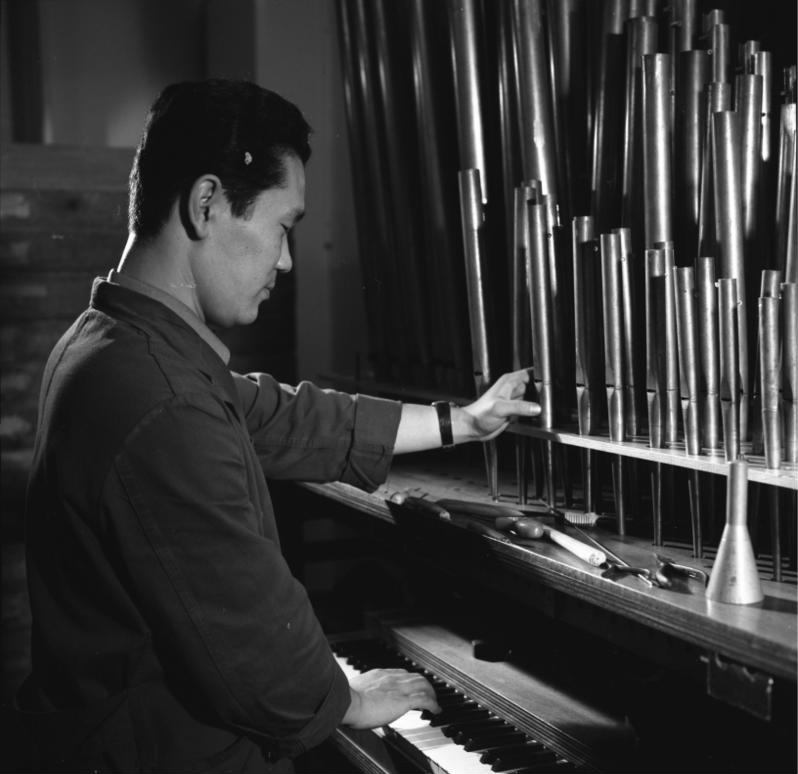
بناء الأنابيب من قبل صانع الأرغن الألماني، 1966

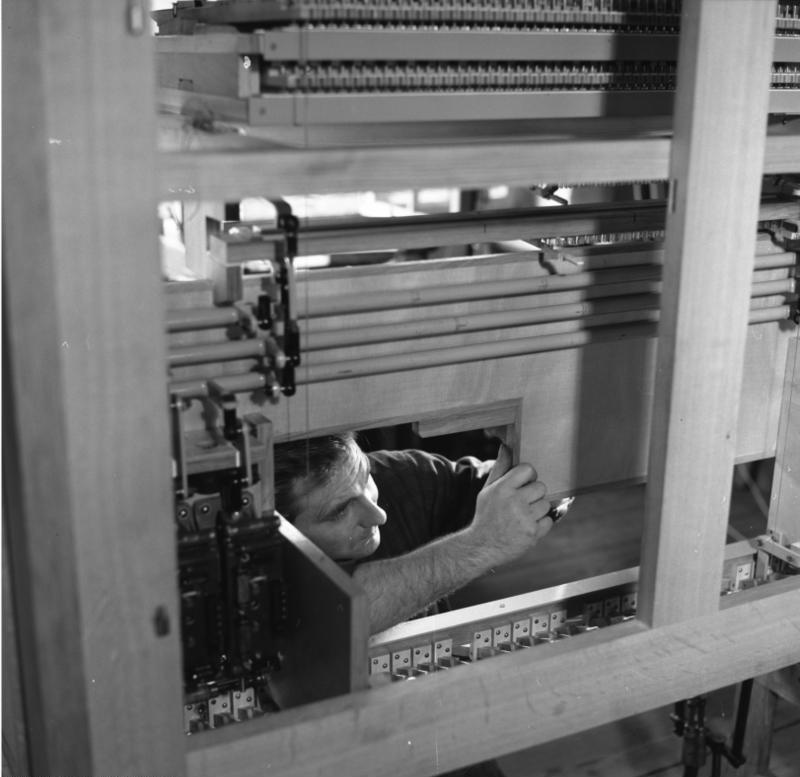
صانع الأرغن الألماني يقوم ببناء أرغن، 1966

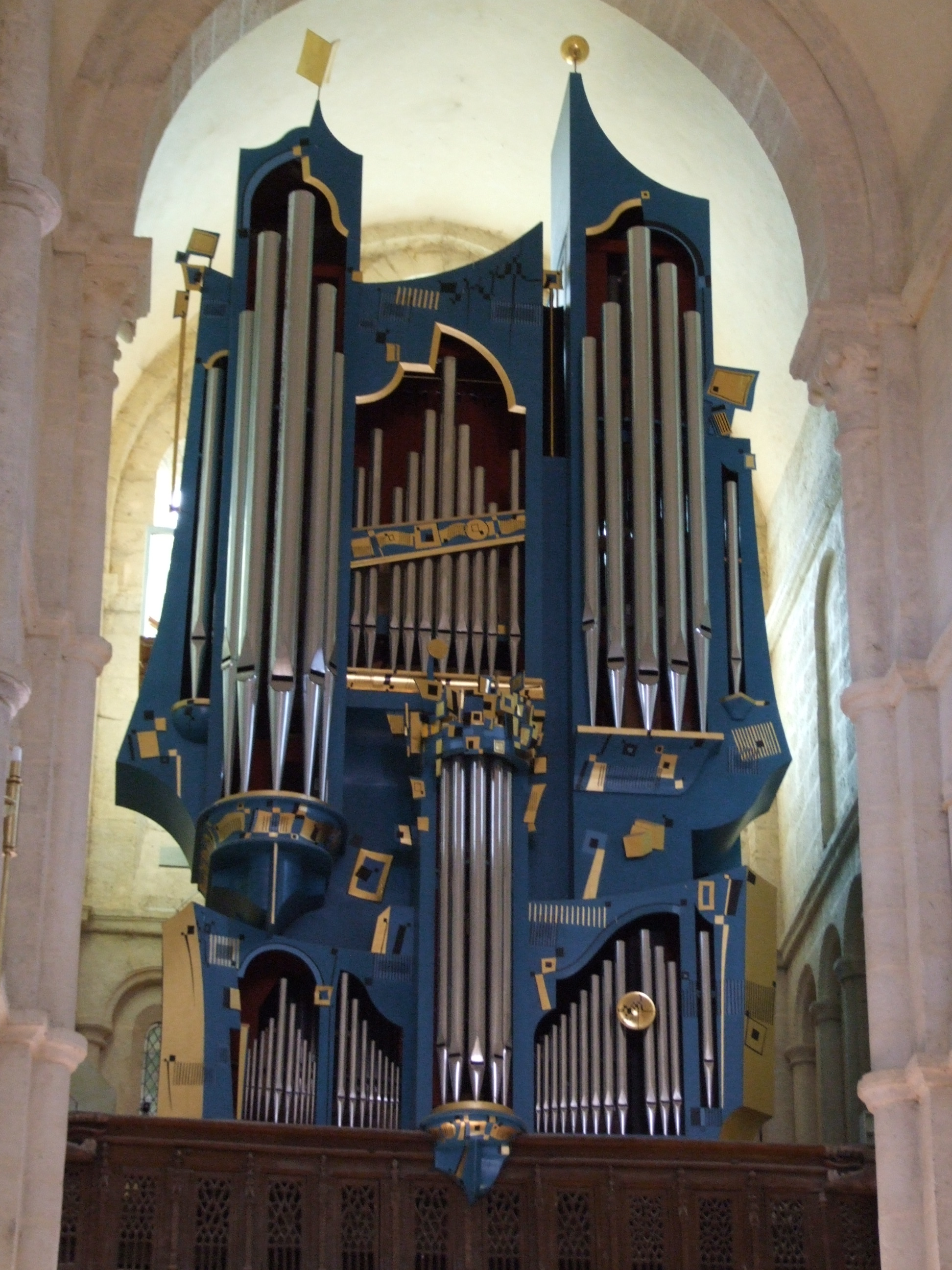
أرغن حديث في كاتدرائية القديس أندوش، سوليو, فرنسا

بناء الأعضاء هو مهنة تتعلق بتصميم وبناء وترميم وصيانة أعضاء الأنابيب.
يتلقى صانع الأرغن عادةً طلبًا لتصميم أرغن بتوزيع معين للتوقفات، ولوحات مفاتيح، والعمليات، حيث يقوم بإنشاء تصميم يستجيب بشكل أفضل للاعتبارات المكانية والتقنية والصوتية، ومن ثم يقوم ببناء الآلة. تتطلب المهنة معرفة محددة بأمور مثل طول المقياس لأنابيب الأعضاء وأيضًا المعرفة بالمواد المستخدمة المختلفة (بما في ذلك الأخشاب والمعادن والفلت والجلود) وفهم الاستاتيكا والديناميكا الهوائية والميكانيكا والإلكترونيات. ومع ذلك، على الرغم من أن الصانع نظريًا مسؤول عن جميع جوانب البناء، فإن ورش بناء الأرغن في الممارسة العملية تتضمن متخصصين في الأنابيب والعمليات والخزائن؛ وغالبًا ما يتم تفويض مهام مثل تصنيع الأنابيب وصب المعادن وصنع مكونات نادرًا ما تستخدم إلى شركات خارجية.
بعد تصنيع جميع أجزاء الأرغن الجديد، يجب أن تكون الأنابيب قد تم ضبطها مسبقًا وتم إصدار الصوت وفقًا للنغمة المطلوبة وخصائص الصوت. ثم يتم عادةً تجميع الآلة جزئيًا أو كليًا في ورشة العمل، وتفكيكها وإعادة تجميعها في الموقع، بعد ذلك تتلقى الأنابيب ضبطًا وصوتًا نهائيًا.
يقدم صانعو الأرغن أيضًا صيانة دورية، والتي تتضمن تعديل الأنابيب وصيانة العمل، والإصلاحات الناتجة عن الاستهلاك والمشاكل غير المتوقعة أو المعاملة الخشنة (بما في ذلك درجات الحرارة والرطوبة غير المناسبة). يتكون إصلاح كامل لأرغن من تفكيك الأنابيب وتنظيف شامل لجميع المكونات والصيانة حيث يلزم؛ يمكن أيضًا إجراء تغييرات وإضافات على الآلة في نفس الوقت. يمكن أيضًا أن يتم استعادة الأرغن القديمة إلى حالتها السابقة، بما في ذلك إعادة إنشاء الأجزاء التالفة والمفقودة باستخدام مواد وتقنيات دقيقة تاريخيًا.
في بعض البلدان، بما في ذلك ألمانيا وسويسرا والنرويج، تعتبر صناعة الأرغن مهنة يدوية منظمة.

## قراءات إضافية
- بول-جيرهارد أندرسن. أورغيلبوغن؛ تقنية الصوت، الهندسة المعمارية والتاريخ. كوبنهاغن: مونكسجارد، 1956. 4406847 قالب:بالدانمركية
- بول-جيرهارد أندرسن. بناء الأرغن والتصميم. ترجمة جوان كارنات. نيويورك: أكسفورد / لندن: آلن آند أنوين، 1969. 29076
- جورج أشداون أودسلي. فن بناء الأرغن: معالجة تاريخية شاملة، نظرية، وعملية لتنصيب الأصوات والبناء الميكانيكي للأرغن الصالة، والكنيسة، والغرفة. 2 مجلدات. نيويورك، 1905. إعادة طبع. نيويورك: دوفر، 1965. 225672
- والتر وتوماس لويس. بناء الأرغن الحديث: شرح عملي ووصف لبناء الأرغن مع اهتمام خاص بالعمل الهوائي وفصول حول الضبط والصوت، إلخ. الطبعة 3. لندن: ريفز، 1939، إعادة طبع 1956. 10720827
- يوهان يوليوس زايدل. دي أورغل أوند إير باو: دليل منهجي لكنتورين، عازفي الأرغن، مدرسي الموسيقى، طلاب الموسيقى وغيرهم، بالإضافة إلى القساوسة ورؤساء الكنائس وجميع أصدقاء الأرغن ولعبة الأرغن. بريسلاو، 1843. إعادة طبع. أمستردام: نوف، 1962. 2477379 قالب:بالألمانية
- يوهان يوليوس زايدل. الأرغن وبناؤه: كتيب منهجي لعازفي الأرغن، وبنائي الأرغن، وغيرهم. ترجمة الطبعة الثانية. لندن، 1855. إعادة طبع. سلسلة دا كابو لإعادة طبع الموسيقى. نيويورك: دا كابو، 1982. (ردمك 9780306761065)
- مارتن كاريس. "وضع صناعة الأرغن في ألمانيا في بداية القرن الواحد والعشرين". في: الأرغن بين الأمس واليوم. تقرير عن الاجتماع العاشر لمؤسسة فالكر للبحوث الموسيقية حول الأرغن من 23 إلى 25 سبتمبر 2003 في زيغن. منشورات مؤسسة فالكر 18. زيغن: مكتبة جامعة زيغن، 2011، ص 14–15 (pdf) قالب:بالألمانية
- لورنس إ. فيلبس. "تاريخ قصير لإحياء الأرغن" نسخة محفوظة 9 أغسطس 2020 على موقع واي باك مشين.. موسيقى الكنيسة 67.1، ربيع 1967

## روابط خارجية
- الجمعية الدولية لبناة الأرغن
- 101 في بناء الأرغن، موقع الأرغن
- معهد بريطانيا لبناء الأرغن
- جمعية بناة أنابيب الأرغن في أمريكا
- بناء الأرغن في ألمانيا قالب:بالألمانية
- شركة الأرغن ذات الأنابيب في جزيرة الجنوب (نيوزيلندا)

قالب:أرغن الأنابيب
قالب:أرغن المسرح
قالب:ضبط السلطة